# The Agency (Theatergruppe)
The Agency ist eine deutsche Theatergruppe, die 2015 gegründet wurde und bis 2022 bestand. Sie war bekannt für ihre Performances im Bereich des immersiven Theaters.

## Geschichte und Rezeption
Mit ihrem ersten Stück „ASMR yourself“ gewann The Agency 2015 den Jurypreis des 100° Festivals am Berliner Hebbel am Ufer. Gemeinsam mit dem Komponisten Neo Hülcker entwarf die vierköpfige Frauengruppe eine Performance, in der die gleichnamige fiktive Lifestyle-Agentur dem Festivalpublikum „Live-ASMR-Treatments“ anbot. Daraus entwickelte sich ihre Praxis, spekulative Zukunftsszenarien als immersive Performance-Installationen zu erarbeiten. The Agency experimentiert mit „Erscheinungsformen des Neoliberalismus“, wie es in der Selbstbeschreibung der Gruppe heißt. Sie eignet sich die Strategien und Sprache der Konsumindustrie an und adaptieren sie in ihren Stücken, auch der Name der Gruppe entspringt einem solchen Aneignungsverfahren, wie der Theaterkritiker Christian Rakow schreibt. Der englische Begriff agency sei doppeldeutig und beschreibe sowohl die Agentur als Dienstleistungsanbieter, als auch die Handlungsmacht, welche die Zuschauer im Immersiven Theater, durch ihre Einflussnahme auf das Geschehen, erleben können.
Die Gruppe zeichnet sich durch die gemeinsame Künstlerische Leitung der Gründungsmitglieder Magdalena Emmerig, Belle Santos, Rahel Spöhrer und Yana Thönnes aus. Sie teilen sich außerdem auf die Funktionen Regie, Dramaturgie, Bühnen- und Kostümbild auf und wirken selbst oft als Performerinnen in den Inszenierungen mit.
Der Kulturjournalist Tobi Müller bezeichnete The Agency zusammen mit der Regisseurin Susanne Kennedy als „Avantgarde des Theaters im deutschsprachigen Raum“ und attestiert einen „fehlenden Kulturpessimismus, der auffällt und der sonst eine Grundübereinkunft des Theaterbetriebes zu sein scheint“.
Die Domain des Internetauftritts von The Agency lautet postpragmaticsolutions.com und bezieht sich auf den von Leif Randt in seinem Roman Planet Magnon verwendeten Begriff „Postpragmaticjoy“, der laut Randt einen postpragmatischen emotionalen Zustand beschreibt.

## Stücke

### ASMR yourself (2015)
Die erste Arbeit von The Agency, ASMR yourself, wurde am Berliner Hebbel am Ufer uraufgeführt und gewann einen der Jurypreise des Freie-Szene-Festivals 100°. In der Performance bietet die gleichnamige Agentur dem Theaterpublikum „Live-ASMR-Treatments“ an. Die Kunden von ASMR yourself werden nach einer Einweisung und Anamnese von einer „ASMR-Expertin“ auf die für sie persönlich wirkungsvollsten Sinnesreize (sogenannte Trigger, deutsch „Auslöser“) untersucht, bevor sie eine personalisiertes „Treatment“ bei einem „ASMR-Artist“ erhalten. ASMR yourself wurde zur Akademie der Künste, PACT Zollverein und an die Münchner Kammerspiele eingeladen.

### Love Fiction (2016)
Im Rahmen des Freischwimmer Festival entwickelte The Agency mit Heinrich Horwitz und dem Künstler Nile Koetting am FFT Düsseldorf Love Fiction. In einem Coaching-ähnlichen Setting werden Hormoneinnahmen, queere Beziehungs- und Familienstrukturen und Verbindungen mit nicht-menschlichen Entitäten thematisiert. Das Bühnenbild, eine aufblasbarer Raum, dessen Form sich im Verlauf des Stückes mehrfach ändert, entwickelte The Agency mit dem Berliner Architekturkollektiv Plastique Fantastique. The Agency geben den Roman Planet Magnon des deutschen Autors Leif Randt und Paul B. Preciados Buch Testo Junkie als Einflüsse an. Der Titel Love Fiction sei ein Neologismus aus „Science Fiction“ und dem Thema „Liebe“.

### Medusa Bionic Rise (2017)
Gemeinsam mit ihren Performerinnen und Performern erschuf die Gruppe die Performance-Installation Medusa Bionic Rise. Beim Festival Treibstoff Basel 2017 wirft The Agency damit einen Blick „vom Posthumanismus auf die Gegenwart“. Bei einem Mission Call des Untergrund-Fitnesskults Medusa Bionic Rise trifft das Publikum unterschiedliche Protagonisten (hier: prototypes), die radikale Selbstoptimierung betreiben. Medusa Bionic Rise bildet ein komplexes Universum von transhumanistischem Fitness-Tracking, Kryonik, über Schönheits-Operation bis zu philosophischen Überlegungen zu Künstlicher Intelligenz. Die Arbeit wurde u. a. zum Donaufestival Krems, Tanz im August Berlin, der Athens Biennale 2018 und dem Radikal Jung Festival 2019 am Münchner Volkstheater eingeladen.

### Perfect Romance (2018)

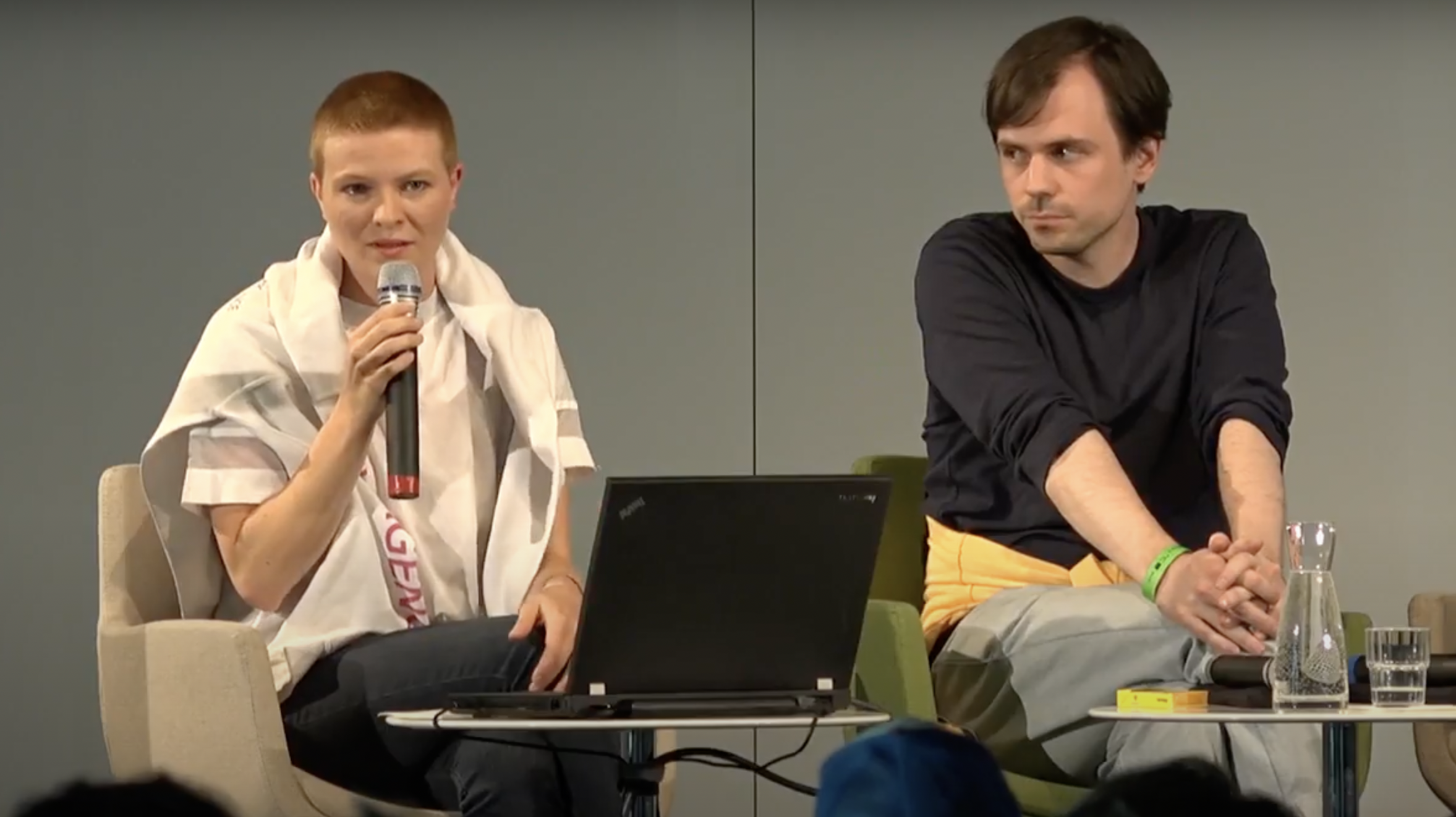
Rahel Spöhrer und Leif Randt (2018)

In Zusammenarbeit mit dem Autor Leif Randt, entstand 2018 Perfect Romance an den Münchner Kammerspielen. Hier erfindet The Agency das Dienstleistungsunternehmen „Perfect Romance Corporation“, das seinen Kunden „die perfekten romantischen Erinnerungen verkauft“. In der „Perfect Romance Clubfiliale“ begegnet das Publikum den „Lovers“, auf die Herstellung romantischer Situationen spezialisierte Servicemitarbeiter. Das Stück wurde von einer Webpräsenz des fiktiven Unternehmens begleitet.

### Home Away + (2018)
In Home Away + können die Besucher einen Performer in der Rolle eines Dienstleisters beobachten, der den Service der „Side Effect Intimacy“ durchführt. In einer Wohnung, die auf die Ankunft ihres Besitzers wartet, hinterlässt er choreographierte Spuren, die menschliche Nähe vermitteln, wie Kaffeeflecken auf dem Tisch oder Liegekuhlen im Bett. Mit dem Künstler Nile Koetting entstand diese 10-minütige Arbeit, als Teil der X Shared Spaces der Münchner Kammerspiele.

### Quality Time (2018)
In Quality Time erschafft The Agency ein Start-up, das von japanischen Rent-a-friend-Agenturen inspiriert ist. Das gleichnamige Unternehmen bietet seinen Kunden Termine mit seinen Mitarbeitern, genannt „Boys in Care“. Nachdem „zusammen mit der Kundin nach einer ‚Easy-Access-Fiction‘-Methode ein Bedarfsprofil ermittelt“ wurde, trifft die Zuschauerin in einer personalisierten 30-minütigen Simulation einen Schauspieler in der Rolle des Vaters, des Partners, des Sohnes oder des besten Freundes. Quality Time entstand im Rahmen des Save your Soul Festivals an den Berliner Sophiensaelen.

### Gather Up, Man Up  (2018)
In Gather Up, Man Up fasst The Agency ihre in Japan und Deutschland durchgeführte Recherche zu zeitgenössischen Männlichkeits-Bildern zusammen. Die Performance ist als Gründungsveranstaltung des „Movement of Manliness“ gerahmt, bei dem eine Gruppe von Charakteren über ihre Begegnungen mit verschiedenen „männlichen“ Identitätskonzepten wie u. a. den japanischen Herbivoren Männern, Incels oder den amerikanischen Men Going Their Own Way berichten. Zusammen mit Boys Space (2019) und Take it like a Man (2019) bildet Gather Up, Man Up einen abgeschlossenen Werkzyklus zum Thema Männlichkeit.

### Boys Space (2019)
Im Rahmen des Festivals Politik der Algorithmen an den Münchner Kammerspielen entwickelte The Agency die Performance Boys Space, die sich mit der extremistischen Radikalisierung im digitalen Zeitalter beschäftigt. Dazu erstellten sie den gleichnamigen Server auf der Gamer-Plattform Discord, die in die Kritik gekommen war, weil sich Rechtsextremisten wie zum Beispiel Reconquista Germanica dort vernetzten. Jeder Zuschauer erhält eine Magic Card mit einem „male character“ und Login-Daten, die eine anonymisierte Interaktion in der Chat-App ermöglichen. Mit dem FFT Düsseldorf wurde die Performance 2020 aufgrund der Covid19-Pandemie in eine ausschließlich virtuelle Version umgebaut, in der das Publikum den Performern nur noch im Video- und Voice-Chat auf Discord begegnet.

### Take it like a Man (2019)
Take it like a Man bildet den Abschluss des Werkzyklus „Neue Männer*bewegung“. Hier wird das Publikum in eine post-apokalyptische Zukunft versetzt, die von den Folgen des Klimawandels und des patriarchalen Kapitalismus geprägt ist. „Die Erwartungen an Geschlechterrollen und die Erwartungen der kapitalistischen Gesellschaft, zu funktionieren, und nicht zu hinterfragen, werden hier in einen Zusammenhang gebracht und gleichermaßen kritisiert.“, schreibt Christopher Mastalerz. Die Premiere fand am FFT Düsseldorf und im Rahmen der Ausstellung „Maskulinitäten“ statt, einer Kooperation von Bonner Kunstverein, Kölnischem Kunstverein und Kunstverein für die Rheinlande und Westfalen.

### AshramMommies (2019)
Aus einer Recherche im Rahmen einer Residency des Goethe-Instituts in Bangalore entwickelte The Agency die Idee für das global vernetzte Unternehmen AshramMommies, das Leihmutterschaft als spirituelle Erfahrung für westliche Frauen während eines Ashram-Aufenthalts in Indien vermarktet. Diese Verdrehung der Ungleichheiten des globalen Marktes um kommerzielle Leihmutterschaft sowie Motive des spirituellen Tourismus werden dem Theaterpublikum als „potentiellen Investor*innen“ und „interessierten Leihmüttern“ näher gebracht. In einer digitalen Adaption der Uraufführung, die in Bangalore in einer Filiale des Unternehmens WeWork stattgefunden hatte, spielt Brigitte Hobmeier die Rolle der deutschen Koordinatorin von AshramMommies.

### Mater Dolorosa Bleed (2021)
Theater Neumarkt, Zürich.

### Solastalgia (2022)
Lothringer 13 Halle, München.